# Каноэ

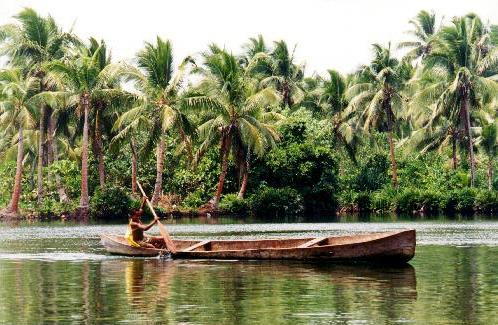
Долблёное каноэ. Соломоновы острова.

Кано́э (англ. canoe, от исп. canoa — чёлн; заимствование из языка карибских индейцев) — универсальное название для безуключинных маломерных гребных судов (лодок) разных народов. Характерной особенностью является способ гребли — она осуществляется лопатообразным однолопастным веслом, которым также производится и руление путём поворота весла в воде и изменением его траектории в конце гребка. Гребцы в каноэ располагаются сидя на дне лодки или на сиденьях-банках.

## Каноэ индейцев Северной Америки

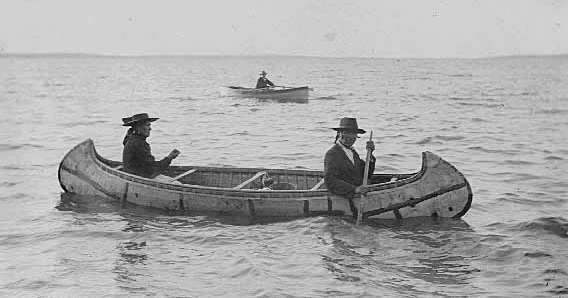
Индейцы оджибве в берестяном каноэ. Миннесота, 1910 г.

Термин «каноэ» часто применяется к долблёным и особенно к каркасным лодкам индейцев Северной Америки. Наиболее известны каркасные лодки, покрытые берёзовой корой. Хотя некоторые племена изготовляли их с использованием коры вяза, гикори, липы, ели или кожи. Каноэ различных племён различались также своими очертаниями и особенностями конструкции, а также имеют свои названия.  Так индейцы оджибве их называют djiman´, а если с указанием, что из берёзовой коры, то wigwas´idjiman.  
В настоящее время эти лодки популярны во всём мире. Но чаще они, сохраняя традиционную форму, изготовляются с применением современных материалов. Их обшивают деревянными планками, фанерой, специальной тканью или синтетической плёнкой. Есть каноэ, полностью сделанные из алюминия или пластика. Существуют даже надувные каноэ.

## Спортивные и туристические каноэ

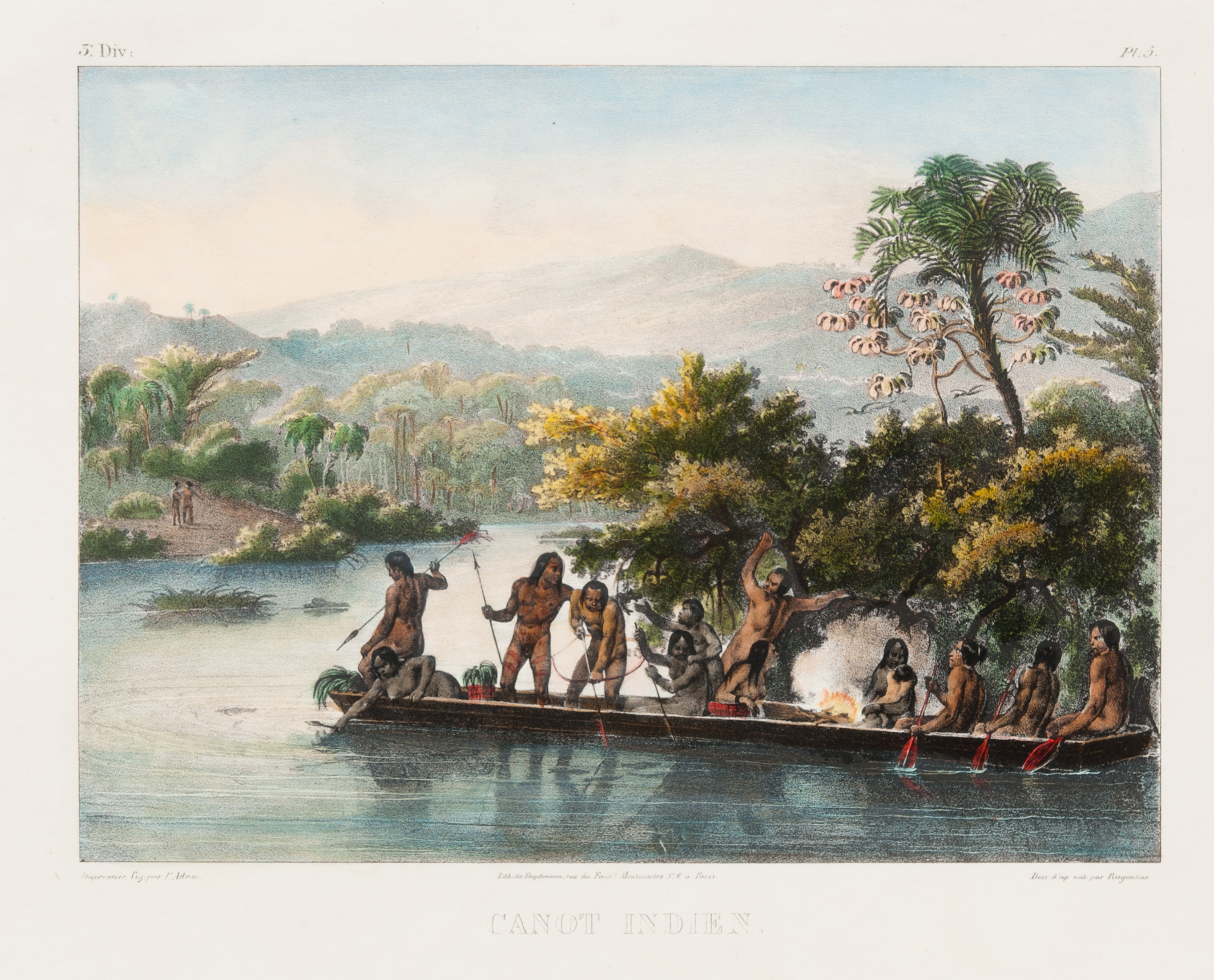
Йоганн Мориц Ругендас. «Рыбная ловля бразильских индейцев с каноэ» (1835)

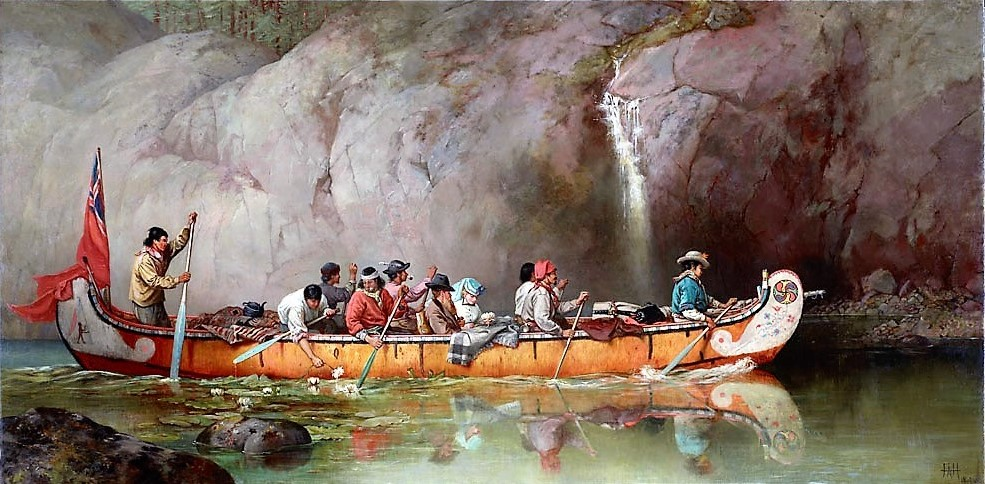
Франсис Анна Хопкинс. «Путешествие в каноэ по реке Френч-Ривер» (1869)

Спортивные каноэ для проведения соревнований по гребле на гладкой воде отличаются повышенными требованиями к характеристикам, поэтому изготавливаются из полированной фанеры (лучшим материалом считается углепластик (карбон), красное дерево или пластмасса. Правилами ограничиваются длина, вес и форма лодок. Максимальная длина для одиночек — 520 см, минимальная масса — 16 кг; для каноэ-двоек — 720 см и 20 кг соответственно; для каноэ-четвёрок 900 см 30 кг для каноэ-семёрок — 1100 см и 50 кг соответственно (гонки в каноэ-семёрках не проходят с 1979 года); ширина не регламентируется с 2001 года. Продольные линии корпуса и сечения спортивных каноэ должны быть выпуклыми и непрерывными. Количество гребцов на спортивных каноэ варьируется от одного до семи, гребут, стоя на одном колене.
Каноэ для гребного слалома, как правило, изготавливаются из стеклопластиков с отсеками непотопляемости на носу и корме.

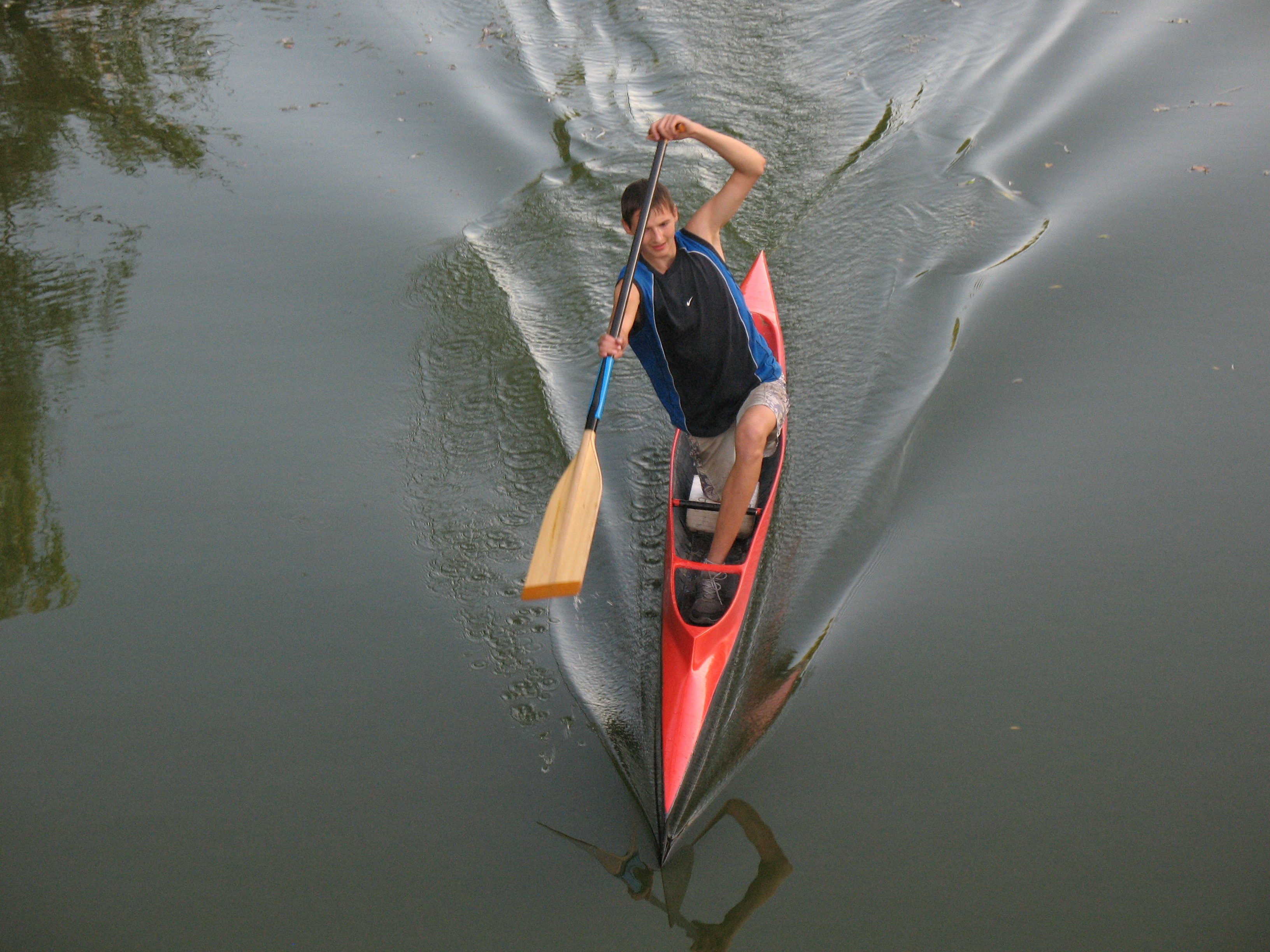
Гребля на спортивном каноэ

Каноэ для водного туризма являются беспалубными («открытыми») лодками (в отличие, например, от слаломного каноэ, по форме напоминающего каяк). Такие каноэ обычно имеют вместимость 2—3 человека и изготавливаются либо из деревянных планок, покрытых прозрачным стекловолокном или холстом, пропитанными эпоксидной смолой, либо — чаще — из стеклопластика или кевлара. Достоинства деревянных каноэ носят, главным образом, эстетический характер, а пластиковых — функциональный (прочность и легкость). Иногда встречаются также алюминиевые, надувные и разборные модели на каркасе. Вес современных туристических каноэ, как правило, варьирует в диапазоне от 17 до 29 кг, длина — от 4.6 до 5.5 м. Водный туризм на каноэ наиболее распространен в Северной Америке, в значительно меньшей степени — в Европе и Австралии. Преимущество туристического каноэ перед каяком или байдаркой заключается, прежде всего, в большой вместимости при относительно небольшом весе самой лодки и в удобстве обращения на суше.

Каноэ в туризме

В стандартное двухместное туристическое каноэ свободно умещаются 3—4 рюкзака, общим весом 50—100 и более килограмм, и, при желании, ребёнок доподросткового возраста (или собака), что делает эти лодки хорошо приспособленными для многодневных семейных путешествий по рекам и озёрам.
При необходимости перехода с одного озера на другое или обноса непреодолимых препятствий на реке открытое каноэ, в отличие от байдарки, легко переносится (вверх дном) на плечах одного человека.
Для однодневного сплава по бурным рекам используются более прочные и короткие открытые каноэ, «одиночки» и «двойки», из тяжелых композиционных материалов, обычно оснащенные надувными мешками на носу и корме для замещения воды в случае переворота лодки. Такие каноэ, благодаря специальному дизайну корпуса, отличаются повышенной маневренностью, но меньшей устойчивостью, нежели походные модели, рассчитанные на более спокойную воду. Иногда для таких сплавов используются закрытые одноместные каноэ, зачастую переделанные из каяков путём установки специального сидения и ремней для закрепления ног.